# Bretões
Os bretões (em bretão: Breizhiz, Bretoned) são os integrantes de um grupo étnico celta que habita a região da Bretanha, na França. Sua origem vem dos grupos de falantes do britônico que colonizaram a área, vindos do sudoeste da Grã-Bretanha em duas ondas migratórias ocorridas do século IV ao VI.
O idioma tradicionalmente falado por eles é o bretão (Breizh), falado por aproximadamente 365.000 pessoas, dos quais 240.000 o falam com fluência, numa população total de 4.365.600 habitantes (janeiro de 2007) na região. O bretão é parente próximo dos dois outros idiomas britônicos existentes, o córnico (mais próximo) e o galês (mais distante).
A região da Bretanha recebeu o nome em sua homenagem, e seu povo é considerado uma das seis nações célticas (outra minoria linguística também existe na Bretanha, os falantes do galó).

## Origens étnicas dos bretões
Durante o século IV, um grande número de auxiliares bretões do exército romano pode ter ficado na Armórica. No século IX, a obra História Brittonum conta que o imperador Magno Máximo, que liderou suas tropas da Bretanha, criou assentamentos na província. Nênio e Gildas mencionam uma segunda leva de bretões indo para a Armórica, fugindo dos anglo-saxões e dos escotos. Dados arqueológicos corroboram com as duas levas migratórias.

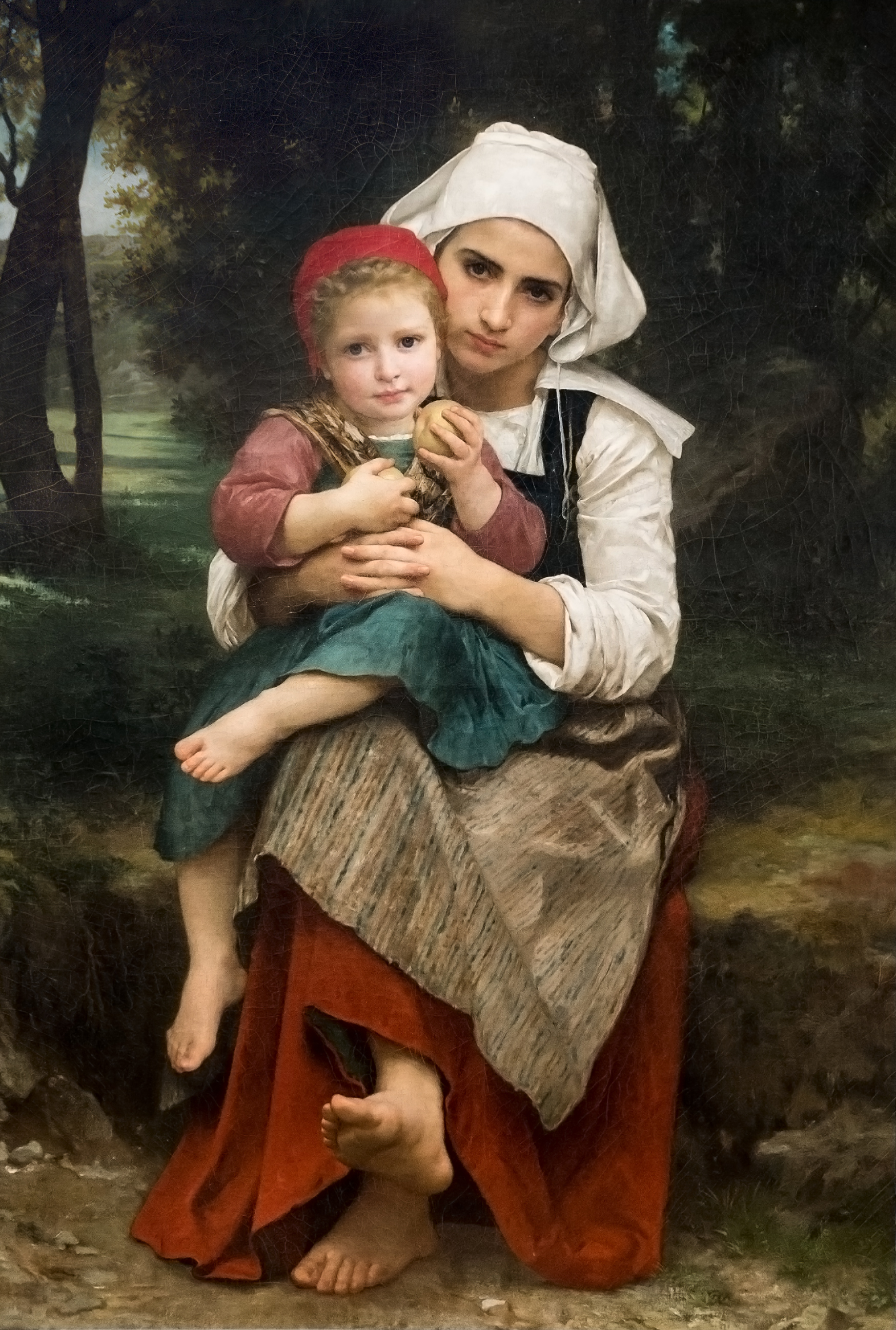
Retrato de irmãos bretões, por William-Adolphe Bouguereau.

Geralmente, é aceito que os falantes britônicos deram origem ao nome da região, bem como a língua bretã, Brezhoneg, uma língua irmã da língua galesa e língua córnica.
Há vários registros de missionários cristãos celtas migrando da Bretanha durante a segunda leva colonizadora, especialmente na lenda dos Sete Santos Fundadores da Bretanha, bem como São Gildas. Assim como na Cornualha, muitas cidades bretãs foram nomeadas a partir desses santos. O santo irlandês Columbano ainda possui forte crença na Bretanha e é comemorado em Carnac.
No início da Idade Média, a Bretanha foi dividida em três reinos: Dumnônia, Cornouaille (Kernev) e Bro Waroc'h (Broërec), os quais foram incorporados no Ducado da Bretanha. Os nomes dos dois primeiros reinos derivam da terra natal das tribos imigrantes: Cornwall (Kernow) e Dumnônia. Bro Waroc'h (Terra de Waroch) deriva do nome de um dos primeiros governantes bretão, que dominou a região de Vannes (Gwened). Os governantes de Dumnônia, como Conomor, expandiram seu território e se declaram soberano de todos os bretões, criando uma grande tensão entre os lordes locais.
Os bretões foram as mais proeminentes forças atuantes, não normandas, na conquista normanda da Inglaterra. Um grande número de famílas bretãs estavam na alta classe da sociedade antiga e ligadas por casamento com normandos. A realeza escocesa da Casa de Stuart e o Clã Stuart possuem origens bretãs.